# Antonivka, Dolînska
Antonivka (în ucraineană Антонівка) este un sat în comuna Berezivka din raionul Dolînska, regiunea Kirovohrad, Ucraina.

## Demografie
Componența lingvistică a localității Antonivka
     Ucraineană (96,98%)
     Rusă (2,01%)
     Română (1,01%)
Conform recensământului din 2001, majoritatea populației localității Antonivka era vorbitoare de ucraineană (96,98%), existând în minoritate și vorbitori de rusă (2,01%) și română (1,01%).